# Pałac w Starych Rochowicach
Pałac w Starych Rochowicach (niem. Schloss Alt Röhrsdorf) – zabytkowy pałac we wsi Stare Rochowice w Polsce, w województwie dolnośląskim, w powiecie jaworskim, w gminie Bolków, położona nad potokiem Rochowicka Woda, w Górach Kaczawskich koło Bolkowa.

## Opis
Pałac wzniesiony w drugiej połowie XVIII wieku przebudowany w XIX i XX wieku. Założony na planie prostokąta z silnie występującym ryzalitem i wieżą na osi, posiada dwie kondygnacje oraz trzytraktowy, nakryty dachem dwuspadowym. Do 1945 należał do kompleksu dóbr rycerskich hrabiów Hoyos. Obecnie jest zrujnowany.